# Règlement d'administration publique
Cet article court présente un sujet plus développé dans : Décret en Conseil d'État.
Un règlement d'administration publique (RAP) est, d'une façon générale, un acte réglementaire du gouvernement français portant sur l'organisation des institutions et des administrations publiques. 
Il s'agissait, en droit administratif français, d'un décret pris après consultation de l'assemblée générale du Conseil d'État. Jusqu'en 1907, le Conseil d'État considérait même que découlant de la loi, le règlement d'administration publique ne pouvait faire l'objet de recours contentieux.   

Cet état de droit a été modifié par l'arrêt du Conseil d’État du 6 décembre 1907 (Compagnie de chemins de fer de l'Est) par lequel, le juge administratif suprême a accepté pour la première fois de soumettre au recours pour excès de pouvoir un RAP :   
"Considérant qu'aux termes de l'article 9 de la loi du 24 mai 1872, le recours en excès de pouvoir est ouvert contre les actes des diverses autorités administratives ; Que si les actes du chef de l’État portant règlement d'administration publique sont accomplis en vertu d'une délégation législative (...) ils n'échappent pas néanmoins et ce, en raison de ce qu'ils émanent d'une autorité administrative, au recours prévu par l'article 9 précité".    
Sans les supprimer formellement (voir plus bas le rapport au Sénat de Jacques Larché), la loi a assimilé les références antérieures aux RAP aux décrets en Conseil d'État.  
De fait la Constitution de 1958, en délimitant strictement le domaine de la loi (articles 34 et 37 de la Constitution), avait rendu caduque cette distinction, même si par habitude (et, s'agissant du Conseil d'État, un attachement au parallélisme des formes) des «règlements d'administration publique» avaient encore été édictés. Le rapport de Jacques Larché soulignait d'ailleurs que, depuis un décret du 30 juillet 1963, il n'y avait plus de distinction formelle dans les modalités d'examen des règlements d'administration publique, antérieurement soumis obligatoirement à l'assemblée générale des sections administratives du Conseil d'État, et les autres décrets en Conseil d'État (L'article 21 de ce décret a été lui-même modifié consécutivement au vote de la loi en faisant disparaître la référence au règlement d'administration publique)..  
En pratique, depuis la loi de 1980, les textes législatifs ne renvoient plus qu'à des décrets en Conseil d'État. 
Sous l'Ancien régime, l'organisation des institutions et des administrations publiques constituait l'essentiel du domaine de compétence législative du roi. Il était pris sous forme d'édits, d'ordonnances ou de lettres patentes, après avoir été préparé par le Conseil du roi.